# No acepto!!! 1980-1990: diez años de hardcore, punk, ira y caos
No acepto!!! 1980-1990: diez años de hardcore, punk, ira y caos (también conocido como No acepto!!!) es un documental sobre los comienzos del punk y el hardcore punk underground en España.
La película está dirigida por José A. Alfonso y Alberto Bocos Oyarbide y se editó directamente en DVD, apareciendo el 21 de mayo de 2007. Se presentó como un doble DVD en digipack con un libreto en el que aparecen carteles de conciertos de la época. En la portada aparecen RIP y en las fotos interiores grupos como HHH, Delincuencia Sonora, IV Reich, Shit S.A., Tropel Nat y Cicatriz.
La película está vertebrada alrededor de las principales escenas del punk en España durante los años 80: País Vasco, Zaragoza, Barcelona y Madrid. Además existen dos capítulos adicionales a modo de introducción y epílogo. No existe ningún narrador ni ninguna voz en off, toda la acción transcurre a través de entrevistas a músicos y profesionales de los principales grupos de las escenas locales: Yul y Txerra (R.I.P.), Fermin Muguruza (Kortatu), Juanito (GRB), Drake (BAP!!), Mimo y Boliche (Subterranean Kids), Fernando (L'Odi Social), Karlos y Alberto (Karkaxa), Silvia (Último Resorte), Isa y Pilar (IV Reich), Evaristo Páramos (La Polla Records), Loles (Las Vulpes), Shanti y Santi (Ruido de Rabia), Alex (HHH), Sisa (Anti/Dogmatikss), David (Antimanguis), Txirolo (Odio), Xabi (Basura), Arturo y Gonzalo (La Perrera), Joxi (Bukaera), Shanti y Lamberto (Tortura Sistemática), Indio (Tarzán), Santi y Jose (Delincuencia Sonora), Klaus (Vómito), Miguelón (Anti-Régimen), Alfredo (Monstruación), Miguel (Decibelios), Magoo y Paco Lanaquera (TDeK y PBNSK), J Siemens (Espasmódicos), Ixma (La Broma de Ssatán), Zurda (Escorbuto Crónico) y Manolo UVI (La Uvi y Commando 9mm). Además existen testimonios de otros profesionales como Ritxi Aizpuru (responsable de Oihuka), Charlie (de D.R.O.), Fernando (de Potencial Hardcore), Javi (Basati Diskak y Destruye!!!Zine) e Ignasi (Tralla Records).
La importancia de No acepto!!! está en ser el primer documental sobre la prehistoria del movimiento punk en España, algo que no se había documentado hasta la aparición del mismo. El reportaje ha sido señalado, por tanto, como «necesario» y «definitivo» desde la prensa musical y generalista:

El mérito principal de No Acepto!!! es existir: no se comprende cómo no se había filmado aún un documental sobre la historia del punk y el hardcore en la península en los años ochenta.
Roberto Herreros.